# Công tước xứ Orléans

Huy hiệu của Công tước xứ Orléans

Công tước xứ Orléans (tiếng Pháp: Duc d'Orléans; tiếng Anh: Duke of Orléans) là một tước hiệu hoàng gia Pháp thường được các vua Pháp ban cho một trong những người họ hàng gần gũi của ông (thường là em trai hoặc con trai), hoặc được thừa kế thông qua dòng dõi nam giới của vị công tước đầu tiên cho đến khi nó bị tuyệt tự dòng nam. Lần đầu tiên được tạo ra vào năm 1344 bởi Vua Philip VI dành cho con trai nhỏ của ông là Vương tử Philip, tước hiệu được Vua Charles VI tạo lại để phong cho em trai mình là Vương tử Louis, tước hiệu này đã được truyền lại 3 đời và người cháu (công tước đời thứ 3) đã trở thành Vua Louis XII. Tước hiệu đã được tạo và tái tạo tổng cộng 6 lần, cho đến năm 1661, khi Vua Louis XIV ban tặng nó cho em trai của mình là Vương tử Philippe, người đã truyền lại nó cho các hậu duệ nam của mình, tạo ra "Nhánh Orléans" của Nhà Bourbon, về sau cũng đã kế vị ngai vàng nước Pháp.
Trong Cách mạng Pháp, Vua Louis XVI đã bị hành quyết vì tội phản quốc , Công tước xứ Orléans lúc đó là Louis Philippe II đã bỏ phiếu ủng hộ hành động này của cách mạng, sau đó bản thân vị công tước này cũng bị Triều đại Khủng bố chặt đầu. Năm 1830, con của ông là Công tước Louis-Philippe III đã được Nghị viện Pháp đưa lên ngôi vua và lấy vương hiệu là Louis-Philippe I. Con cháu của vị vua này là những người ủng hộ chủ thuyết Orléanist, tuyên bố ngai vàng nước Pháp là của gia tộc mình.
Île d'Orléans, ở Canada, được đặt theo tên của Công tước Orléans Henri II, và thành phố New Orleans ở Hoa Kỳ được đặt theo tên của Công tước Orléans Philippe II.
Người giữ tước vị Công tước xứ Orléans sẽ hiển nhiên nhận danh hiệu Serene Highness.

## Nhà Valois
Tước vị được đặt ra lần đầu tiên bởi Philippe VI của Pháp để phong cho con trai thứ 7 của mình là Philippe của Pháp vào năm 1344.Tước vị này hợp nhất cùng hai tước vị được phong khác ở các xứ Touraine và Valois. Tuy nhiên nhánh công tước thứ nhất này kết thúc vì Philippe mất mà không có con nối dõi. 
| Tên                                                                          | Ảnh | Thời gian sống                          | Thời gian giữ tước hiệu   | Hôn nhân                                         |
| ---------------------------------------------------------------------------- | --- | --------------------------------------- | ------------------------- | ------------------------------------------------ |
| PhilippeDanh hiệu khác Danh sách - Công tước xứ Touraine - Bá tước xứ Valois |     | 1 tháng 7 năm 1336 – 1 tháng 9 năm 1375 | 1334 – 1 tháng 9 năm 1375 | Blanche của Pháp 8 tháng 1 năm 1345 Không có con |

## Nhà Valois-Orléans
Tước vị công tước xứ Orléans được tạo ra lần thứ hai bởi Charles VI của Pháp để phong cho em trai của mình là Louis. Ông đóng vai trò quan trọng trong triều đình Pháp lúc bấy giờ, giữ vai trò nhiếp chính của Charles VI trong thời kỳ mà ông này điên loạn và cũng là một địa chủ giàu có. Đồng thời Louis cũng người đứng đầu phe đảng Armagnacs, cho phép các con của ông có chỗ đứng vững chắc trong nền chính trị Pháp sau này. Cháu của Louis sau này lên ngôi vua Pháp với tên hiệu Louis XII của Pháp sau khi nhánh chính của nhà Valois bị tuyệt tự năm 1498, trong khi đó chắt trai của Louis là và cùng là người cuối cùng của nhánh công tước là François I lên ngôi vua tới đến năm 1515. Nhánh trực hệ của nhà Valois-Orléans tuyệt tự vào sau khi Louis XII mất năm 1498 mặc dù Louis XII đã thêm tước hiệu vào trong vương hiệu của Pháp khi ông này lên ngôi vua Pháp vào năm 1495.
| Tên | Ảnh | Thời gian sống                             | Thời gian giữ tước hiệu                                                | Hôn nhân |
| --- | --- | ------------------------------------------ | ---------------------------------------------------------------------- | --- |
| Louis IDanh hiệu khác Danh sách - Công tước xứ Touraine - Công tước xứ Valois - Bá tước xứ Blois - Bá tước xứ Soissons - Bá tước xứ Angoulême |     | 13 tháng 3 năm 1372 – 23 tháng 11 năm 1407 | 4 tháng 6 năm 1392 – 23 tháng 11 năm 1407                              | Valentina Visconti 17 tháng 8 năm 1389 8 người con |
| Charles IDanh hiệu khác Danh sách - Công tước Milano (trên danh nghĩa) - Công tước xứ Valois - Bá tước xứ Blois - Bá tước xứ Soissons         |     | 24 tháng 11 năm 1394 – 5 tháng 1 năm 1465  | 23 tháng 11 năm 1407 – 5 tháng 1 năm 1465                              | Isabelle của Pháp 29 tháng 6 năm 1406 1 người con Bonne xứ Armagnac 15 tháng 4 năm 1410 Không có con (?) Maria xứ Kleve 27 tháng 11 năm 1440 3 người con |
| Louis IIDanh hiệu khác Danh sách - Công tước Milano (trên danh nghĩa) - Công tước xứ Valois - Bá tước xứ Blois                                |     | 27 tháng 6 năm 1462 – 1 tháng 1 năm 1515   | 5 tháng 1 năm 1465 – 7 tháng 4 năm 1498 (Sát nhập vào Vương hiệu Pháp) | Jeanne của Pháp 8 tháng 9 năm 1467 Không có con Anne xứ Bretagne 6 tháng 12 năm 1491 Không có con Mary của Anh 9 tháng 10 năm 1514 Không có con          |

## Nhà Valois-Angoulême
Tước vị công tước xứ Orléans được tạo ra lần thứ ba bởi François I dành cho con trai Henri của mình. Khi anh trai Henri và cũng là Dauphin là François, Công tước xứ Bretagne mất vào năm 1536 mà không có con nối dõi, Henri từ bỏ tước vị để trở thành Dauphin, và chuyển tước vị sang cho người em trai của mình Charles, Công tước xứ Angoulême. Công tước xứ Angoulême sau đó mất mà không có con nối dõi.
| Tên | Ảnh | Thời gian sống                            | Thời gian giữ tước hiệu                                                     | Hôn nhân                                            |
| --- | --- | ----------------------------------------- | --------------------------------------------------------------------------- | --------------------------------------------------- |
| Henri IDanh hiệu khác Danh sách - Bá tước xứ Blois                                                                           |     | 31 tháng 3 năm 1519 – 10 tháng 7 năm 1559 | 31 tháng 3 năm 1519 – 10 tháng 8 năm 1536 (Bỏ tước vị để trở thành Dauphin) | Caterina de' Medici 17 tháng 8 năm 1533 1 người con |
| Charles IIDanh hiệu khác Danh sách - Công tước xứ Angoulême - Công tước nhà Bourbon - Bá tước xứ Blois - Bá tước xứ Clermont |     | 22 tháng 1 năm 1522 – 9 tháng 9 năm 1545  | 10 tháng 8 năm 1536 – 9 tháng 9 năm 1545                                    | Không kết hôn                                       |

Tước vị Công tước xứ Orléans đượ̣c tạo ra lần thứ tư bởi Henri II dành cho con trai của mình là Louis ngay sau khi đứa bé chào đời. Đứa bé mất 1 năm sau đó, và tước vị chuyển qua cho người em trai mới sinh gần đó là Charles (sau trở thành vua Pháp năm 1560). Tước vị sau đó chuyển qua cho anh trai Charles là Henri, Công tước xứ Angoulême, người mà sau này hợp nhất quyền lực của tước vị với chức vụ Công tước xứ Anjou, bí mật (in pectore) trở thành người thừa kế Vương miện.
| Tên                                                                                     | Ảnh | Thời gian sống                            | Thời gian giữ tước hiệu                                                       | Hôn nhân                                            |
| --------------------------------------------------------------------------------------- | --- | ----------------------------------------- | ----------------------------------------------------------------------------- | --------------------------------------------------- |
| Louis IIIDanh hiệu khác Danh sách - Công tước xứ Urbino (danh nghĩa) - Bá tước xứ Blois |     | 3 tháng 2 năm 1549 – 24 tháng 10 năm 1550 | 3 tháng 2 năm 1549 – 24 tháng 10 năm 1550                                     | Không kết hôn                                       |
| Charles IIIDanh hiệu khác Danh sách - Công tước xứ Angoulême - Bá tước xứ Blois         |     | 27 tháng 6 năm 1550 – 30 tháng 5 năm 1574 | 24 tháng 10 năm 1550 – 5 tháng 12 năm 1560 (Bỏ tước vị để trở thành vua Pháp) | Elisabeth của Áo 26 tháng 11 năm 1570 1 người con   |
| Henri IIDanh hiệu khác Danh sách - Công tước xứ Angoulême - Bá tước xứ Blois            |     | 19 tháng 9 năm 1551 – 2 tháng 5 năm 1589  | 5 tháng 12 năm 1560 – 8 tháng 12 năm 1566 (Bỏ tước vị để đổi lấy đất Anjou)   | Louise xứ Lorraine 15 tháng 2 năm 1575 Không có con |

## Nhà Medici
Sau khi Henri trao đổi quyền lực tước vị, ông chuyển đất Orléanais cho mẹ mình là Catherine I, cựu vương hậu Pháp. Việc trao vùng đất của Henri là một phần thưởng cho công việc nhiếp chính mà bà từng đảm nhận, phần lớn là do lòng khoan dung chính trị. Bà là công tước độc lập duy nhất là nữ (sou jure), nên có tên trong danh sách các nam công tước cai trị vùng đất.
| Tên                                                       | Ảnh | Thời gian sống                           | Thời gian giữ tước hiệu                 | Hôn nhân                                          |
| --------------------------------------------------------- | --- | ---------------------------------------- | --------------------------------------- | ------------------------------------------------- |
| Catherine IDanh hiệu khác Danh sách - Nữ bá tước xứ Blois |     | 13 tháng 4 năm 1519 – 5 tháng 1 năm 1589 | 8 tháng 2 năm 1566 – 5 tháng 1 năm 1589 | Henri II của Pháp 17 tháng 8 năm 1533 1 người con |

## Nhà Bourbon-Orléans

### Lần 1
Lần phong tước vị thứ năm được thực hiện vào năm 1626 bởi Henri IV cho con trai thứ ba của ông là Gaston, Công tước xứ Orléans. Ông này sau đó dần trở nên phóng túng và còn có ý định ám sát Hồng y Richelieu, sau này ông còn tham gia vào nhóm Fronde gồm liên minh các quý tộc phản đối sự tập quyền hóa chế độ phong kiến. Cuối cùng, sau khi được anh trai là Louis XIII tha thứ, ông mất mà không có con nối dõi, chấm dứt lần một nhà Bourbon-Orléans giữ tước hiệu này.
Lưu ý: Monsieur d'Orléans, Con trai thứ hai của Henri IV không đề cập trong danh sách do chết yểu (ông sống được 4 năm) và việc thiếu tên hay lễ rửa tội chính thức.
| Tên | Ảnh | Thời gian sống                           | Thời gian giữ tước hiệu                 | Hôn nhân                                                                                              |
| --- | --- | ---------------------------------------- | --------------------------------------- | --- |
| GastonDanh hiệu khác Danh sách - Công tước xứ Anjou - Công tước xứ Chartres - Công tước xứ Valois - Bá tước xứ Blois |     | 24 tháng 4 năm 1608 – 2 tháng 2 năm 1660 | 6 tháng 8 năm 1626 – 2 tháng 2 năm 1660 | Marie de Bourbon 6 tháng 8 năm 1626 1 người con Marguerite xứ Lorraine 3 tháng 1 năm 1632 5 người con |

### Lần 2
Lần phong tước cuối cùng diễn ra vào 1661. Lần này đối tượng được phong là Philip, Công tước xứ Anjou, người nhận đất Orléans từ anh trai Louis XIV. Thông qua hôn nhân với Elisabeth Charlotte xứ Platz, ông thiết lập vương triều tương đối dài mà cuối cùng vào năm 1830 thì các thế hệ con cháu của ông là Louis Philippe I tuyên bố ngôi vua (theo sau việc phế truất Charles X). Louis Philippe I truyền tước vị cho con trai cũng như là Dauphin của mình là Thái tử Ferdinand, người mất trong một tai nạn xe ngựa vào năm 1842.
| Tên | Ảnh | Thời gian sống                             | Thời gian giữ tước hiệu                                                     | Hôn nhân |
| --- | --- | ------------------------------------------ | --------------------------------------------------------------------------- | --- |
| Philippe IDanh hiệu khác Danh sách - Công tước xứ Anjou - Công tước xứ Chartres - Công tước xứ Valois - Công tước xứ Nemours - Công tước xứ Montpensier - Thân vương xứ Joinville - Bá tước xứ Blois |     | 21 tháng 9 năm 1640 – 9 tháng 6 năm 1701   | 10 tháng 5 năm 1661 – 9 tháng 6 năm 1701                                    | Henrietta của Anh 31 tháng 3 năm 1661 4 người con Elisabeth Charlotte xứ Platz 16 tháng 11 năm 1671 3 người con                                |
| Philippe IIDanh hiệu khác Danh sách - Công tước xứ Chartres - Công tước xứ Valois - Công tước xứ Nemours - Công tước xứ Montpensier - Thân vương xứ Joinville - Bá tước xứ Blois                     |     | 2 tháng 8 năm 1674 – 2 tháng 12 năm 1723   | 9 tháng 6 năm 1701 – 2 tháng 12 năm 1723                                    | Françoise Marie de Bourbon 18 tháng 2 năm 1692 8 người con                                                                                     |
| Louis IVDanh hiệu khác Danh sách - Công tước xứ Chartres - Công tước xứ Valois - Công tước xứ Nemours - Công tước xứ Montpensier - Thân vương xứ Joinville - Bá tước xứ Blois                        |     | 4 tháng 8 năm 1703 – 4 tháng 2 năm 1752    | 2 tháng 12 năm 1723 – 4 tháng 2 năm 1752                                    | Auguste xứ Baden-Baden 13 tháng 7 năm 1724 2 người con                                                                                         |
| Louis Philippe IDanh hiệu khác Danh sách - Công tước xứ Chartres - Công tước xứ Valois - Công tước xứ Nemours - Công tước xứ Montpensier - Thân vương xứ Joinville - Bá tước xứ Blois                |     | 12 tháng 5 năm 1725 – 18 tháng 11 năm 1785 | 4 tháng 2 năm 1752 – 18 tháng 11 năm 1785                                   | Louise Henriette xứ Bourbon-Conti 17 tháng 12 năm 1743 3 người con Charlotte-Jeanne Béraud (Qúy tiện kết hôn) 23 tháng 4 năm 1773 Không có con |
| Louis Philippe IIDanh hiệu khác Danh sách - Công tước xứ Chartres - Công tước xứ Valois - Công tước xứ Nemours - Công tước xứ Montpensier - Thân vương xứ Joinville - Bá tước xứ Blois               |     | 13 tháng 4 năm 1747 – 6 tháng 11 năm 1793  | 18 tháng 11 năm 1785 – 6 tháng 11 năm 1793                                  | Marie-Adélaïde de Bourbon 5 tháng 4 năm 1769 6 người con                                                                                       |
| Louis Philippe IIIDanh hiệu khác Danh sách - Công tước xứ Chartres - Công tước xứ Valois - Công tước xứ Nemours - Thân vương xứ Joinville - Bá tước xứ Blois                                         |     | 6 tháng 10 năm 1773 – 26 tháng 8 năm 1850  | 6 tháng 11 năm 1793 – 9 tháng 8 năm 1830 (Bỏ tước vị để trở thành vua Pháp) | Maria Amalia của Napoli và Sicilia 25 tháng 11 năm 1809 10 người con                                                                           |
| FerdinandDanh hiệu khác Danh sách - Công tước xứ Chartres |     | 3 tháng 9 năm 1810 – 13 tháng 7 năm 1842   | 9 tháng 8 năm 1830 – 13 tháng 7 năm 1842                                    | Helene xứ Mecklenburg-Schwerin 30 tháng 5 năm 1837 2 người con                                                                                 |

## Tước hiệu hiện nay
- Phe Légitimistes: Công nhận Jean, Bá tước Paris, người đứng đầu nhà Orléans, là Công tước xứ Orléans, thừa hưởng tuớc vị từ tổ tiên nhà nội là Philippe I xứ Orléans.
- Phe Orléaniste: Công nhận Jacques d'Orléans, chú của Bá tước Paris là Công tước xứ Orléans. Theo suy tính của nhà Orléaniste, danh xưng tước vị đã được gộp chung trong vương xưng. Jacques là em trai song sinh của Michel d'Orléans. Theo nhánh Orléans, đứa con song sinh trẻ hơn được sinh là con thừa kế đầu. Theo đó, Jacques được cho là người chú cả của Bá tước Paris, người mà họ cho rằng là vua.